# Jubileo de Plata de Isabel II
El jubileo de plata de la reina Isabel II del Reino Unido fue el corolario del 25.o aniversario de la ascensión de Isabel II al trono del Reino Unido y de otros reinos de la Mancomunidad de Naciones. Fue conmemorado con grandes fiestas y desfiles en todo Reino Unido y la Mancomunidad a lo largo de 1977, culminando en junio de ese año con el nombre oficial de Jubilee Days, realizado para coincidir con el aniversario de la reina. La fecha de aniversario en sí fue conmemorada en los cultos de la iglesia en todo el país el 6 de febrero de 1977, y continuó durante todo el mes. En marzo, comenzaron los preparativos para grandes fiestas en todas las grandes ciudades de Reino Unido, así como en innumerables calles de todo el país. 

## Visitas nacionales e internacionales
Jamás ningún monarca antes que la reina Isabel II hubo visitado más ciudades del Reino Unido en tan poco intervalo de tiempo (los viajes duraron tres meses). Todo sumado, la reina y su marido, el príncipe Felipe, duque de Edimburgo, visitaron un total de 36 condados. El viaje comenzó con multitud de récords, reuniéndose un gran gentío para ver a la reina y al príncipe Felipe en Glasgow, Escocia, el 17 de mayo. Tras dirigirse a Inglaterra (donde un récord de un millón de espectadores acudió a saludar a la pareja real en Lancashire) y Gales, la reina y el príncipe Felipe concluyeron la primera ronda de su viaje con una visita a Irlanda del Norte. Entre los lugares visitados durante los viajes nacionales estaban numerosas escuelas, que fueron tema de un especial de televisión presentado por la periodista Valerie Singleton.
Más tarde, en verano, la reina y el príncipe Felipe embarcaron para una visita por la Mancomunidad de Naciones, que los llevó a las naciones insulares como Fiyi y Tonga, siguiendo con periodos más largos en Nueva Zelanda y Australia, con una parada final en Papúa Nueva Guinea para las explotaciones británicas en las Indias Occidentales. La parada final de la gira internacional fue un viaje a Canadá, en la cual el príncipe Carlos se unió a la pareja para saludar a las multitudes.

## Celebraciones de junio en Londres
En 6 de junio, la reina encendió un farol de hoguera en el Castillo de Windsor, cuya luz se esparció por la noche en una cadena de otros farolillos en todo el país. El día 7 de junio, multitudes recorrieron la ruta de la procesión hasta la Catedral de San Pablo, donde la familia real asistió a un culto de Acción de Gracias al lado de muchos líderes mundiales, incluyendo el presidente de Estados Unidos Jimmy Carter y el primer-ministro James Callaghan, además de todos los ex primeros ministros (Harold Macmillan, Harold Wilson y Edward Heath). El servicio fue seguido por el almuerzo en el Guildhall, organizado por el Lord Mayor de la ciudad de Londres, Peter Vanneck. En la recepción, la reina citó que:
“Cuando yo tenía 21 años, prometí mi vida al servicio de nuestro pueblo y pedí la ayuda de Dios para cumplir ese voto. Aunque ese voto haya sido hecho mis días de juventud, no me arrepiento de ninguna de aquellas palabras."

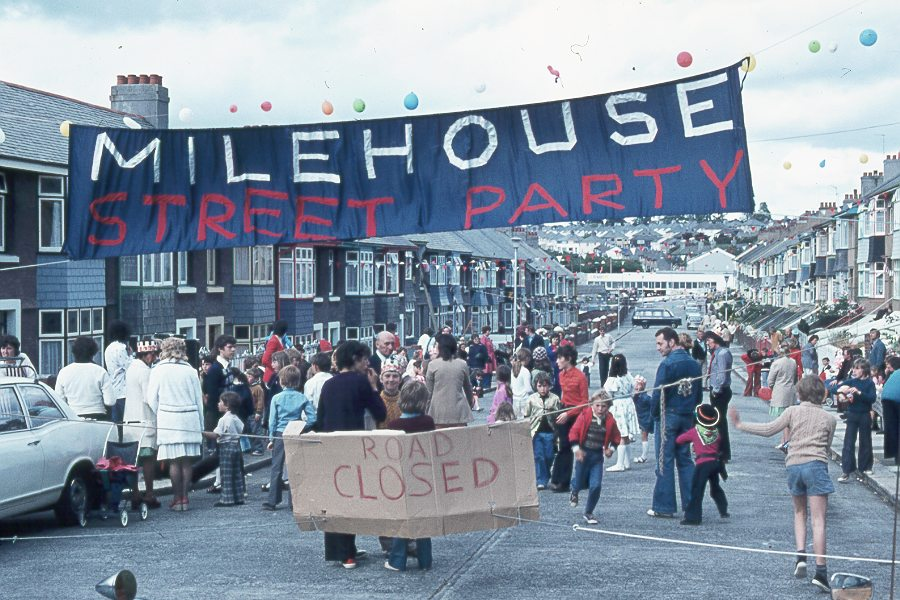
Fiestas callejeras elaboradas fueron lanzadas en todo el país, como esta en Plymouth.

Tras el almuerzo, la procesión continuó por el The Mall hasta el Palacio de Buckingham, donde cerca de un millón de personas se alinearon en las calzadas para ver la familia acercándose hacia los espectadores. Más de 500 millones de personas en toda la Commonwealth siguieron por televisión en directo los eventos. El día 7 de junio, las calles y villarejos organizaron fiestas elaboradas para todos sus habitantes, y muchas calles fueron amarradas (los banderines eran generalmente modelados en patrón después de la Bandera de la Unión) de tejado la tejado del otro lado de la calle. Además de las fiestas, muchas calles decoraban los vehículos a motor como eventos históricos del pasado de Gran Bretaña, y los conducían por la ciudad, organizando sus propios desfiles. Sólo en Londres, había más de 4000 partidos organizados para calles y barrios individuales. Durante todo el día, los espectadores fueron recibidos por la reina muchas veces mientras ella hacía varias apariciones para fotos en el Palacio de Buckingham.
El día 9 de junio, la Reina hizo un viaje por el Royal Progress en barco por el río Támesis entre Greenwich y Lambeth, en una recreación de los famosos progresos hechos por la reina Isabel I. En el viaje, la reina abrió oficialmente el Silver Jubilee Walkway y el South Bank Jubilee Gardens, dos de los incontables lugares que recibieron el nombre de las festividades. A la noche, ella presidió una exhibición de fuegos artificiales y fue llevada posteriormente por una procesión de carruajes iluminadas para el Palacio de Buckingham, donde saludó a los espectadores una vez más desde el balcón.

## El jubileo en la cultura popular
Antes, durante y después de los eventos del Jubileo, el evento fue abordado en muchos medios de la cultura popular en toda la Mancomunidad de Naciones.

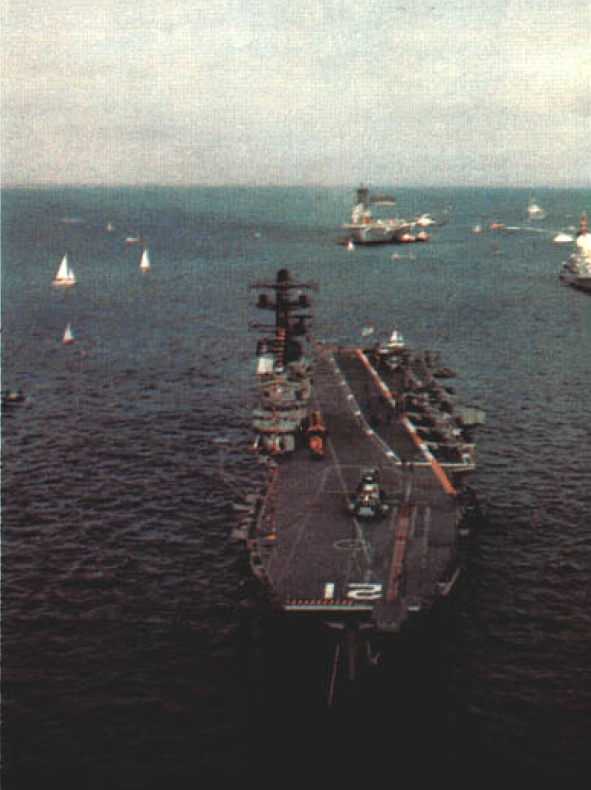
Lo portaaviones australiano HMAS Melbourne en el Spithead durante la Jubilee Silver Fleet Review, celebrada el 28 de junio.

- El día 7 de junio, Malcolm McLaren, gerente del Sex Pistols, y la editora Virgin se organizaron para alquilar un barco particular y hacer los Sex Pistols se presenten mientras navegaban por el Támesis, pasando por Westminster Pier y por las Casas del Parlamento. El evento, un escarnio de la procesión del río de la Reina planeada para dos días después, terminó en caos. Lanzamientos policiales forzaron el barco a atracar y la policía cercó los mástiles en el muelle. Mientras los miembros de la banda y sus equipos fueron empujados por una escalera lateral; McLaren, Vivienne Westwood y otros miembros de la banda fueron detenidos.

- La canción "Jubilee", de la banda de britpop Blur, hace referencia a este evento, ya que, compuesta en 1994, trata sobre un adolescente de 17 años, es decir, nacido en 1977, el año del jubileo.

## Impacto duradero
Varios lugares recibieron el nombre de Jubilee. Por ejemplo, una línea en construcción del metro de Londres fue renombrada como línea Jubilee, aunque no fue abierta hasta 1979. Otros lugares nombrados después del Jubileo fueron el Pasaje del Jubileo de Plata y los Jardines del Jubileo en South Bank, Londres. El Puente del Jubileo de Plata - conectando Runcorn y Widnes a través del Mersey - también fue renombrado en homenaje a esta celebración.
Además de los nombres, el jubileo también sirvió para dar al barrio de Derby el estatus de ciudad.

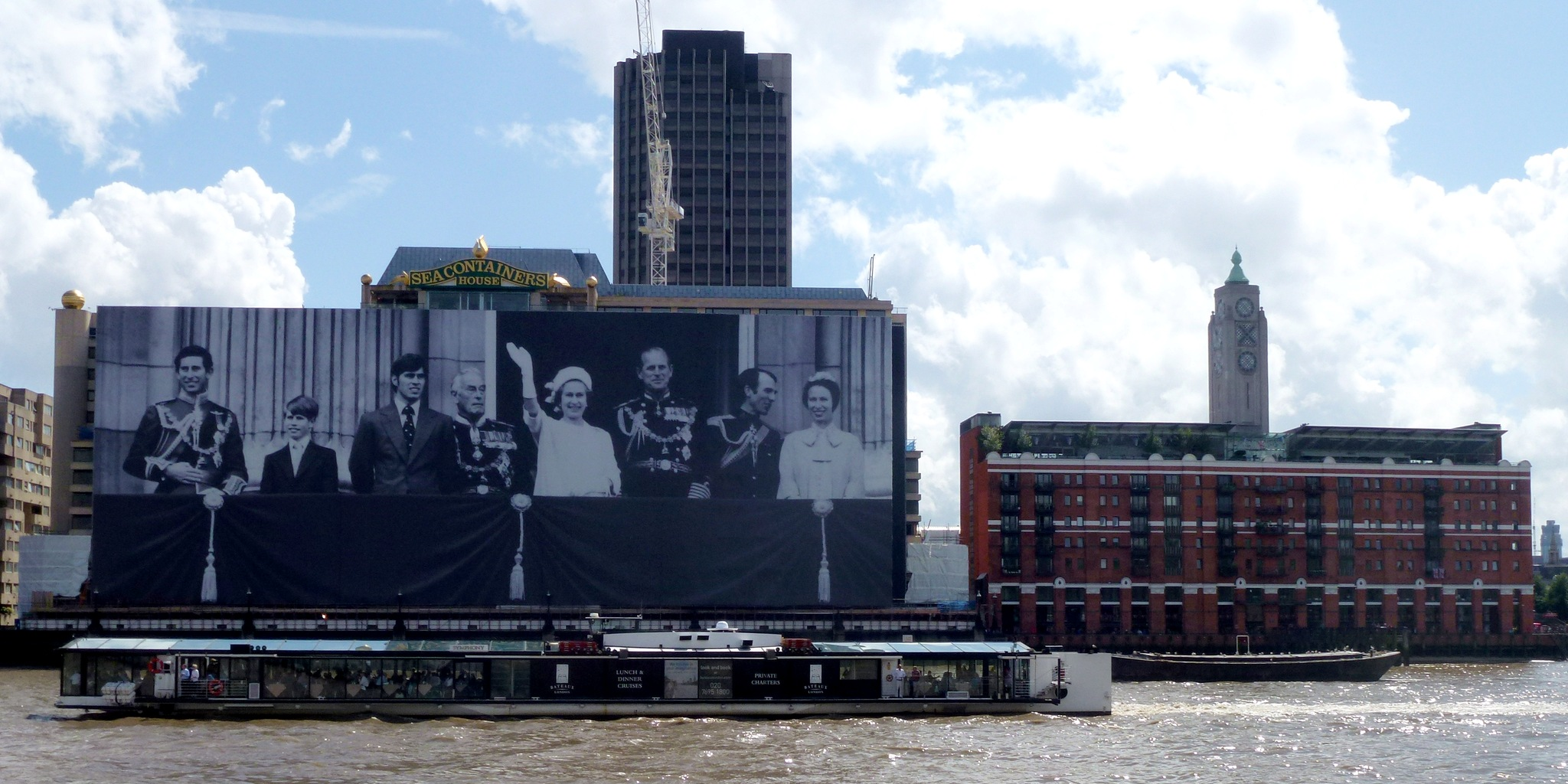
Contenedores decorados para celebrar el Jubileo de Diamante de Isabel II.

El artista australiano Paul Fitzgerald fue contratado para completar el único retrato oficial de la reina durante el año del Jubileo de Plata.
Fiestas y desfiles semejantes fueron planeados para el Jubileo de Oro en 2002.
Para el Jubileo de Diamante en 2012, una copia de 100 m (330 pies por 70 m) de una fotografía de la Familia Real Británica tomada durante las conmemoraciones del Jubileo de Plata en el Palacio de Buckingham fue erguida frente a los contenedores del mar.
El Puente de la Torre fue repintado con colores conmemorativos de rojo, blanco y azul para el Jubileo de Plata y mantuvo el diseño desde entonces.

## Conmemoraciones
Franklin Mint emitió un colgante de plata redondo, diseñado por el entonces remero inglés recién retirado, John Pinches, para conmemorar el Jubileo de Plata de la reina Isabel II. El colgante ovalado de doble cara tiene un diseño distintivo que incorpora los cuatro emblemas de los países del Reino Unido: la rosa Tudor para Inglaterra, narcisos para Gales, cardos para Escocia y tréboles para Irlanda del Norte.
Alrededor de los bordes del colgante se puede ver Silver Jubilee 1977, (C) JP 77 P y un sello completo: JP (marca del fabricante para John Pinches), 925, marca London Assay Office para plata importada, sello de fecha C (para el año 1977 ) y la cabeza de la reina (para el año del jubileo de plata).